# Ochoz u Brna
Ochoz u Brna – gmina w Czechach, w powiecie Brno, w kraju południowomorawskim. Według danych z dnia 1 stycznia 2013 liczyła 1 303 mieszkańców.